# آنتونیو فلچا
آنتونیو فلچا (اسپانیایی: Antonio Flecha‎; ۱۴ آوریل ۱۹۱۲ – ۶ ژانویهٔ ۱۹۶۷) بازیکن بسکتبال اهل پرو بود. وی در بازی‌های المپیک تابستانی ۱۹۳۶ شرکت کرده‌است.